# Memoriał Mariana Rosego 1979 (I turniej)
Memoriał Mariana Rosego 1979 – 5. edycja turnieju żużlowego, który miał na celu upamiętnienie polskiego żużlowca Mariana Rosego, który zginął tragicznie w 1970 roku, odbyła się 30 czerwca 1979 roku w Toruniu. Turniej miał się odbyć 29 października 1978 roku, jednak z powodu opadów deszczu nie odbył się w planowanym terminie. Turniej wygrał Robert Słaboń.

## Wyniki
- Toruń, 30 czerwca 1979
- Sędzia: Ryszard Kowalski

| Msc. | Zawodnik                | Klub         | Pkt |             |  |
| ---- | ----------------------- | ------------ | --- | ----------- |  |
| 1    | Robert Słaboń           | Wrocław      | 14  | (3,3,2,3,3) |  |
| 2    | Henryk Glücklich        | Bydgoszcz    | 13  | (2,3,3,3,2) |  |
| 3    | Andrzej Huszcza         | Zielona Góra | 13  | (3,3,2,3,2) |  |
| 4    | Roman Jankowski         | Leszno       | 12  | (3,1,3,2,3) |  |
| 5    | Marek Makowski          | Toruń        | 11  | (2,2,3,3,1) |  |
| 6    | Wojciech Żabiałowicz    | Toruń        | 9   | (0,2,2,2,3) |  |
| 7    | Zygmunt Słowiński       | Toruń        | 9   | (2,2,1,1,3) |  |
| 8    | Stanisław Turek         | Leszno       | 7   | (3,1,0,2,1) |  |
| 9    | Andrzej Marynowski      | Gdańsk       | 6   | (2,1,0,2,1) |  |
| 10   | Marek Ziarnik           | Bydgoszcz    | 6   | (1,2,0,1,2) |  |
| 11   | Bogdan Skrobisz         | Gdańsk       | 5   | (0,3,1,1,0) |  |
| 12   | Jan Ząbik               | Toruń        | 5   | (1,1,3,0,0) |  |
| 13   | Jerzy Kniaź             | Toruń        | 4   | (1,0,2,0,1) |  |
| 14   | Henryk Olszak           | Zielona Góra | 3   | (0,0,1,0,2) |  |
| 15   | Eugeniusz Miastkowski   | Toruń        | 2   | (1,0,0,1,0) |  |
| 16   | Krzysztof Fede          | Gdańsk       | 1   | (0,0,1,0,0) |  |
|      | rez. Adam Olkiewicz     | Toruń        |     | (ns)        |  |
|      | rez. Marek Kończykowski | Toruń        |     | (ns)        |  |

Bieg po biegu
1. [77,40] Turek, Marynowski, Ząbik, Żabiałowicz
2. [74,60] Huszcza, Słowiński, Miastkowski, Skrobisz
3. [74,60] Jankowski, Makowski, Kniaź, Fede
4. [73,60] Słaboń, Glücklich, Ziarnik, Olszak
5. [78,00] Skrobisz, Ziarnik, Ząbik, Fede
6. [75,80] Glücklich, Makowski, Marynowski, Miastkowski
7. [75,60] Słaboń, Słowiński, Turek, Kniaź
8. [75,40] Huszcza, Żabiałowicz, Jankowski, Olszak
9. [76,60] Ząbik, Kniaź, Olszak, Miastkowski
10. [75,40] Jankowski, Słaboń, Skrobisz, Marynowski
11. [75,60] Glücklich, Huszcza, Fede, Turek
12. [76,20] Makowski, Żabiałowicz, Słowiński, Ziarnik
13. [77,20] Glücklich, Jankowski, Słowiński, Ząbik
14. Huszcza, Marynowski, Ziarnik, Kniaź
15. [77,00] Makowski, Turek, Skrobisz, Olszak
16. [76,40] Słaboń, Żabiałowicz, Miastkowski, Fede
17. [75,60] Słaboń, Huszcza, Makowski, Ząbik
18. [76,40] Słowiński, Olszak, Marynowski, Fede
19. [76,00] Jankowski, Ziarnik, Turek, Miastkowski
20. Żabiałowicz, Glücklich, Kniaź, Skrobisz